# 阿什蘭 (加利福尼亞州)
阿什蘭（英語：Ashland）是位於美國加利福尼亞州阿拉米達縣的一個人口普查指定地區。

## 地理
阿什蘭的座標為37°41′41″N 122°06′50″W / 37.69472°N 122.11389°W，而該地最高點為海拔高度13米（即43英尺）。

## 人口
根據2010年美國人口普查的數據，阿什蘭的面積為4.76平方千米，當中陸地面積為4.76平方千米，而水域面積為0.00平方千米。當地共有人口19304人，而人口密度為每平方千米4,055人。